# WME Awards 2018
A 2.ª edição do Woman's Music Event Awards (ou apenas WME Awards 2018) foi realizada em 4 de dezembro de 2018 no Cine Joia, na cidade de São Paulo, no Brasil. Promovida em parceria com a Music2! pela primeira vez, a premiação homenageou as mulheres da música brasileira. A cerimônia foi apresentada pela cantora Preta Gil pelo segundo ano consecutivo. Elza Soares e Dona Ivone Lara foram as homenageadas. A cerimônia foi transmitida ao vivo no Facebook da Skol e pelo canal Music Box Brazil.

## Vencedoras e indicadas
As vencedoras estão listadas em primeiro e destacadas em negrito.

### Voto popular
As vencedoras das seguintes categorias foram escolhidas por votos dos fãs.
| Melhor Álbum - Dona de Mim – Iza - Um Corpo no Mundo – Luedji Luna - Taurina – Anelis Assumpção - Alice – Alice Caymmi - O Tempo É Agora – Anavitória | Melhor Cantora - Elza Soares - Luedji Luna - Ludmilla - Iza - Marília Mendonça                                                                                       |
| Melhor DJ - DJ Donna - Badsista - Cashu - Devochka - Mayra Maldjian                                                                                   | Melhor Videoclipe - "Vá se Benzer" – Preta Gil - "Pra Que Me Chama" – Xênia França - "Dona de Mim" – Iza - "Banzeiro" – Daniela Mercury - "Além de Cavalos" – Letrux |
| Revelação do Ano - Luísa Sonza - Clau - Maria Beraldo - Duda Beat - Bia Ferreira                                                                      | Melhor Música - "Pesadão" – Iza - "Paga de Feliz" – Simone & Simaria - "Nas Escola" – Elza Soares - "Vai Malandra" – Anitta - "Amuleto" – Tiê                        |

### Voto técnico
As vencedoras das seguintes categorias foram escolhidas pelas embaixadoras do WME Awards.
| Melhor Diretora de Videoclipe - Joyce Prado - Laura Diaz - Virginia de Ferrante - Joana Mazzuccheli - Tata Pierry | Empreendedora Musical - Fabiana Batistela - Veronica Pessoa - Tati Falcão - Ana Morena Tavares - Daniela Rodrigues  |
| Melhor Instrumentista - Maria Beraldo - Anna Tréa - Mônica Agena - Mariá Portugal - Mulamba                       | Melhor Jornalista Musical - Adriana Couto - Roberta Martinelli - Patrícia Palumbo - Amanda Cavalcanti - Débora Pill |
| Melhor Produtora Musical - BadSista - Maria Beraldo - Flora Matos - Mônica Agena - Luana Hansen                   | Melhor Radialista - Roberta Martinelli - Patrícia Palumbo - Jany Lima - Sarah Oliveira - Fabiana Ferraz             |
| Melhor Show - Letrux - Luiza Lian - Xênia França - Marília Mendonça - Solange Almeida                             | |